# Madeleine Marzin
Pour les articles homonymes, voir Marzin.
Madeleine Marzin, née le 21 juillet 1908 à Loudéac et morte le 27 mai 1998 à Paris, est une résistante et femme politique française.

## Biographie

### Origines et formation professionnelle
Née dans une famille modeste de Bretagne, Madeleine Marzin poursuit ses études jusqu'au brevet supérieur qu'elle obtient en 1926. Formée à l'École normale de Saint-Brieuc, elle devient institutrice en 1929 et est nommée à Paris puis au Plessis-Robinson. Son père, revenu tuberculeux de la guerre, meurt en 1926.

### Engagement syndical et politique
En 1932, elle adhère à l’association des « Bretons émancipés de Paris », fondée par Marcel Cachin, et au Parti communiste.
Trésorière du syndicat unitaire de l'enseignement de la Seine en 1933 -1934, elle déploie une intense activité syndicale. Son engagement syndical lui vaut de faire l'objet d'un rapport de la préfecture adressé au ministre de l’Intérieur.

### Résistance
Pendant l'Occupation, Madeleine Marzin s'engage activement dans la Résistance, participant notamment à la constitution du Front national universitaire. Deux de ses frères sont également engagés dans la Résistance et l'un d'eux sera déporté.
Le 31 mai 1942, elle dirige, avec d'autres femmes, la manifestation de la rue de Buci organisée par le Parti communiste et est arrêtée le lendemain par un inspecteur des Brigades spéciales (BS2). Condamnée à mort, puis graciée, elle parvient à s'échapper lors de son transfèrement à la prison de Rennes.
Elle poursuit la lutte, créant des comités de femmes dans l’Est, sous la responsabilité de Maria Rabaté. Elle participe à l’organisation de l’évasion de résistants incarcérés à la prison de la Santé puis prend part à l’insurrection pour libérer Paris.

### Fonctions électives
En 1945, Madeleine Marzin est nommée conseillère de Paris et conseillère générale de la Seine au titre du Comité parisien de Libération, jusqu'en 1951, fonctions qu'elle retrouve en 1959 et conserve jusqu'en 1971.
Dans l'intervalle, entre 1951 et 1958, elle est élue à l’Assemblée nationale. Elle est membre de la Commission de l'éducation nationale et membre suppléant de la Commission des immunités parlementaires et s'attache particulièrement aux questions de l’éducation et des affaires sociales. Elle intervient en faveur des colonies de vacances et des crèches municipales et défend la cause des pauvres et des immigrés.
Elle a aussi participé à la création de l’Union des femmes françaises (UFF). Dans la nuit du 17 au 18 novembre 1961, son domicile est visé par un attentat de l'OAS.

## Distinctions
- Médaille de la Résistance française avec rosette (décret du 24 avril 1946)[5]

## Hommage
Une voie du 20e arrondissement de Paris porte le nom de rue Madeleine-Marzin.

## Famille
Madeleine Marzin a quatre frères dont deux sont des militants et résistants communistes : Pierre Marzin (1904-1967), qui participe à la libération de Carhaix avec une unité de FTP des Côtes-du-Nord en août 1944 et Gustave Marzin (1912-1989), rescapé du camp de déportation de Neuengamme.